# Vernio
Vernio es una localidad italiana de la provincia de Prato, región de Toscana, con 6.016 habitantes.
Fue capital del condado de Vernio, desde su creación en 1107, hasta su desaparición en 1797 cuando se incluye en la República Cisalpina.
El territorio del antiguo condado fue entregado al Gran Ducado de Toscana en el Congreso de Viena.

Ubicación de la ciudad de Vernio dentro de la provincia de Prato.

## Evolución demográfica
| Gráfica de evolución demográfica de Vernio entre 1861 y 2001 |
|                                                              |
| Fuente ISTAT - Elaboración gráfica por parte de Wikipedia    |